# Śródmieście (Kędzierzyn-Koźle)
Śródmieście – jedno z 16 osiedli administracyjnych miasta Kędzierzyna-Koźla. 
Siedziba Rady Osiedla znajduje się przy alei Jana Pawła II 3. Przewodnicząym Zarządu Osiedla (2023) jest Dariusz Kosakowski.
Leży w środkowej części miasta. Liczba mieszkańców w 2022 roku wynosiła 10.790.
Do 1975 roku obszar ten znajdował się na terenie zniesionego miasta Kędzierzyna, po jego zwiększeniu 30 października 1975 przemianowanego 3 listopada 1975 na Kędzierzyn-Koźle.